# Chutes de Memve'ele
Les chutes de Memve'ele sont situées  sur le fleuve Ntem, à quelques kilomètres du centre de Nyabessang, village du département de l'Océan dans le Sud du Cameroun.

## Description

### Géographie
Les chutes de Memve'ele sont l’une des attractions touristiques. Une aire d'observation touristique y a été emménagée.

## Activités
Un barrage est construit pas loin du site,.

### Tourisme
Le son de la cascade est assez impressionnant. Préférer la saison des pluies - de septembre à novembre - pour voir les chutes au maximum de leur débit. Pour réaliser de superbes photos, l'éclairage est meilleur en début d'après midi.